# 科諾尼夫卡 (斯克維拉區)
49°42′8″N 29°41′43″E / 49.70222°N 29.69528°E
科諾尼夫卡（烏克蘭語：Кононівка）是位於烏克蘭北部的村莊，由基辅州白采爾克瓦區的斯克維拉市鎮負責管轄。該村面積0.41平方公里，海拔高度221米，2001年人口85，人口密度每平方公里207.3人。